# Ligue 1 2025/26
Het seizoen 2025/26 van de Franse Ligue 1 is de 88ste editie van de hoogste professionele Franse voetbalcompetitie sinds de oprichting in 1933. Door sponsoring van McDonald's heet de competitie officieel Ligue 1 McDonald's. In het voorgaande seizoen waren Reims, Saint-Étienne, en Montpellier gedegradeerd, en Paris FC, Lorient en Metz gepromoveerd.
Paris Saint Germain is viervoudig titelverdediger. Het seizoen begint op 16 augustus 2025 en eindigt op 16 mei 2026. De degradatie play-off word gespeeld op 23 en 30 mei 2026.
Van de 18 deelnemende clubs hebben er zes deelgenomen aan elke editie van de Ligue 1 sinds de oprichting in 2002: Marseille, Rennes, Olympique Lyonnais, Lille, Nice en Paris Saint-Germain.

## Ploegen
In totaal zullen achttien teams deelnemen aan de Ligue 1-editie van 2025-2026. Lorient (na een jaar afwezigheid teruggekeerd naar de Ligue 1), Paris FC (na zesenveertig jaar afwezigheid teruggekeerd naar de hoogste divisie) en Metz (na een jaar afwezigheid opnieuw naar de hoogste divisie). Zij vervingen Montpellier (na 16 jaar), Saint-Étienne (na één jaar) en Reims (na 7 jaar in de hoogste divisie gedegradeerd).
Paris FC

### Stadions en locaties
| Club                | Lokatie             | Stadion                               | Capaciteit | Seizoen 2024/25 |
| ------------------- | ------------------- | ------------------------------------- | ---------- | --------------- |
| Angers              | Angers              | Stade Raymond-Kopa                    | 18.752     | 14e             |
| Auxerre             | Auxerre             | Stade de l'Abbé-Deschamps             | 21.379     | 11e             |
| Brest               | Brest               | Stade Francis-Le Blé                  | 15.931     | 9e              |
| Le Havre            | Le Havre            | Stade Océane                          | 25.178     | 15e             |
| Lens                | Lens                | Stade Bollaert-Delelis                | 37.705     | 8e              |
| Lille               | Lille               | Decathlon Arena Pierre Mauroy Stadium | 50.186     | 5e              |
| Lorient             | Lorient             | Yves Allainmat                        | 18.890     | Ligue 2 1e      |
| Lyon                | Lyon                | Groupama Stadium                      | 59.186     | 6e              |
| Marseille           | Marseille           | Orange Vélodrome                      | 67.394     | 2e              |
| Metz                | Longeville-lès-Metz | Stade Saint-Symphorien                | 28.786     | Ligue 2, 3e     |
| Monaco              | Monaco              | Stade Louis II                        | 18.523     | 3e              |
| Nantes              | Nantes              | Stade de la Beaujoire                 | 35.322     | 13e             |
| Nice                | Nice                | Allianz Riviera                       | 35.624     | 5e              |
| Paris FC            | Paris               | Stade Jean-Bouin (Parijs)             | 20.000     | Ligue 2, 2e     |
| Paris Saint-Germain | Paris               | Parc des Princes                      | 47.926     | 1e              |
| Rennes              | Rennes              | Roazhon Park                          | 29.778     | 12e             |
| Strasbourg          | Strasbourg          | Stade de la Meinau                    | 29.230     | 7e              |
| Toulouse            | Toulouse            | Stadium Municipal                     | 33.150     | 10e             |

## Reguliere competitie

### Eindstand
| Pos | Team                | Wed | W | G | V | Ptn | DV | DT | +/− | Kwalificatie of degradatie                                          |
| --- | ------------------- | --- | - | - | - | --- | -- | -- | --- | ------------------------------------------------------------------- |
| 1   | Monaco              | 1   | 1 | 0 | 0 | 3   | 3  | 1  | +2  | Gekwalificeerd voor de Champions League groupsfase                  |
| 2   | Paris Saint Germain | 1   | 1 | 0 | 0 | 3   | 1  | 0  | +1  | Gekwalificeerd voor de Champions League groupsfase                  |
| 3   | Strasbourg          | 1   | 1 | 0 | 0 | 3   | 1  | 0  | +1  | Gekwalificeerd voor de Champions League groupsfase                  |
| 4   | Toulouse            | 1   | 1 | 0 | 0 | 3   | 1  | 0  | +1  | Gekwalificeerd voor de Champions League derde kwalificatieronde     |
| 5   | Lyon                | 1   | 1 | 0 | 0 | 3   | 1  | 0  | +1  | Gekwalificeerd voor de Europa League groupsfase                     |
| 6   | Angers              | 1   | 1 | 0 | 0 | 3   | 1  | 0  | +1  | Gekwalificeerd voor de UEFA Europa Conference League play-off ronde |
| 7   | Auxerre             | 1   | 1 | 0 | 0 | 3   | 1  | 0  | +1  |                                                                     |
| 8   | Rennes              | 1   | 1 | 0 | 0 | 3   | 1  | 0  | +1  |                                                                     |
| 9   | Lille               | 1   | 0 | 1 | 0 | 1   | 3  | 3  | 0   |                                                                     |
| 10  | Brest               | 1   | 0 | 1 | 0 | 1   | 3  | 3  | 0   |                                                                     |
| 11  | Nantes              | 1   | 0 | 0 | 1 | 0   | 0  | 1  | −1  |                                                                     |
| 12  | Paris               | 1   | 0 | 0 | 1 | 0   | 0  | 1  | −1  |                                                                     |
| 13  | Lens                | 1   | 0 | 0 | 1 | 0   | 0  | 1  | −1  |                                                                     |
| 14  | Lorient             | 1   | 0 | 0 | 1 | 0   | 0  | 1  | −1  |                                                                     |
| 15  | Marseille           | 1   | 0 | 0 | 1 | 0   | 0  | 1  | −1  |                                                                     |
| 16  | Metz                | 1   | 0 | 0 | 1 | 0   | 0  | 1  | −1  | Play-offs tegen degradatie naar de Ligue 2                          |
| 17  | Nice                | 1   | 0 | 0 | 1 | 0   | 0  | 1  | −1  | Degradatie naar de Ligue 2                                          |
| 18  | Le Havre            | 1   | 0 | 0 | 1 | 0   | 1  | 3  | −2  | Degradatie naar de Ligue 2                                          |

## Uitslagen
| Thuis \ Uit | ANG | AUX | BRE | HAC | LEN | LIL | LOR | OL  | OM  | MET | ASM | FCN | NIC | PFC | PSG | REN | STR | TFC |
| ----------- | --- | --- | --- | --- | --- | --- | --- | --- | --- | --- | --- | --- | --- | --- | --- | --- | --- | --- |
| Angers      | —   |     |     |     |     |     |     |     |     |     |     |     |     | 1–0 |     |     |     |     |
| Auxerre     |     | —   |     |     |     |     | 1–0 |     |     |     |     |     |     |     |     |     |     |     |
| Brest       |     |     | —   |     |     | 3–3 |     |     |     |     |     |     |     |     |     |     |     |     |
| Le Havre    |     |     |     | —   |     |     |     |     |     |     |     |     |     |     |     |     |     |     |
| Lens        |     |     |     |     | —   |     |     | 0–1 |     |     |     |     |     |     |     |     |     |     |
| Lille       |     |     |     |     |     | —   |     |     |     |     |     |     |     |     |     |     |     |     |
| Lorient     |     |     |     |     |     |     | —   |     |     |     |     |     |     |     |     |     |     |     |
| Lyon        |     |     |     |     |     |     |     | —   |     |     |     |     |     |     |     |     |     |     |
| Marseille   |     |     |     |     |     |     |     |     | —   |     |     |     |     |     |     |     |     |     |
| Metz        |     |     |     |     |     |     |     |     |     | —   |     |     |     |     |     |     | 0–1 |     |
| Monaco      |     |     |     | 3–1 |     |     |     |     |     |     | —   |     |     |     |     |     |     |     |
| Nantes      |     |     |     |     |     |     |     |     |     |     |     | —   |     |     | 0–1 |     |     |     |
| Nice        |     |     |     |     |     |     |     |     |     |     |     |     | —   |     |     |     |     | 0–1 |
| Paris       |     |     |     |     |     |     |     |     |     |     |     |     |     | —   |     |     |     |     |
| Paris SG    |     |     |     |     |     |     |     |     |     |     |     |     |     |     | —   |     |     |     |
| Rennes      |     |     |     |     |     |     |     |     | 1–0 |     |     |     |     |     |     | —   |     |     |
| Strasbourg  |     |     |     |     |     |     |     |     |     |     |     |     |     |     |     |     | —   |     |
| Toulouse    |     |     |     |     |     |     |     |     |     |     |     |     |     |     |     |     |     | —   |

## Promotie/degradatie play-offs
De winnaar van de Promotie play-off finale uit Ligue 2 speelt over twee wedstrijden tegen de 16de plaats van Ligue 1. De ploeg uit Ligue 1 heeft het thuisvoordeel in de terugwedstrijd. De winnaar van de barrage speelt in Ligue 1 2026-27, de verliezer in Ligue 2 2026-27.

### Barrage
|           |  |  |  |  |
| juni 2026 |  |  |  |  |
|           |  |  |  |  |

|           |  |  |  |  |
| juni 2026 |  |  |  |  |
|           |  |  |  |  |

1932/33 · 1933/34 · 1934/35 · 1935/36 · 1936/37 · 1937/38 · 1938/39 · 1939/40 · 1940/41 · 1941/42 · 1942/43 · 1943/44 · 1944/45 · 1945/46 · 1946/47 · 1947/48 · 1948/49 · 1949/50 · 1950/51 · 1951/52 · 1952/53 · 1953/54 · 1954/55 · 1955/56 · 1956/57 · 1957/58 · 1958/59 · 1959/60 · 1960/61 · 1961/62 · 1962/63 · 1963/64 · 1964/65 · 1965/66 · 1966/67 · 1967/68 · 1968/69 · 1969/70 · 1970/71 · 1971/72 · 1972/73 · 1973/74 · 1974/75 · 1975/76 · 1976/77 · 1977/78 · 1978/79 · 1979/80 · 1980/81 · 1981/82 · 1982/83 · 1983/84 · 1984/85 · 1985/86 · 1986/87 · 1987/88 · 1988/89 · 1989/90 · 1990/91 · 1991/92 · 1992/93 · 1993/94 · 1994/95 · 1995/96 · 1996/97 · 1997/98 · 1998/99 · 1999/00 · 2000/01 · 2001/02 · 2002/03 · 2003/04 · 2004/05 · 2005/06 · 2006/07 · 2007/08 · 2008/09 · 2009/10 · 2010/11 · 2011/12 · 2012/13 · 2013/14 · 2014/15 · 2015/16 · 2016/17 · 2017/18 · 2018/19 · 2019/20 · 2020/21 · 2021/22 · 2022/23 · 2023/24 · 2024/25 · 2025/26